# نوویه توکماکلی
نوویه توکماکلی (انگلیسی: Novyye Tukmakly) یک شهرک در شهرستان کوشنارنکوفسکی جمهوری باشقیرستان در کشور روسیه است.